# Harbo socken
Harbo socken i Uppland ingick i Våla härad, med en del före 1895 i Norunda härad,, ingår sedan 1971 i Heby kommun, sedan 2007 i Uppsala län (före 2006-12-31 i Västmanlands län), och motsvarar från 2016 Harbo distrikt.
Socknens areal är 132,42 kvadratkilometer, varav 126,0 land. År 2000 fanns här 1 325 invånare. Herrgårdarna Harbonäs och Viby säteri samt tätorten Harbo och sockenkyrkan Harbo kyrka ligger i socknen.

## Administrativ historik
Harbo socken är första gången omnämnd i historiska källor 1312. Under 1300-talet hörde till socknen också byn Ekebergha som senare flyttades till Jumkils socken och byn Vissbo som administrativt flyttades till Bälinge socken 1692 och kyrkligt till samma socken 1923. En mindre del av socknen öster om sjön Tämnaren med byarna Håksbo och Nolmyra hörde till Björklinge jordebokssocken och Norunda härad inklusive Näverbo som överförts dit 1827. Kyrkligt hörde båda delarna till Våla härads prosteri och bildade under 1500-talet kyrksocknen Harbo, med undantag för Åmyra som då kyrkligt tillhörde Björklinge kyrksocken. Norunda-delen av Harbo överfördes administrativt till Björklinge genom kungligt brev den 2 mars 1894.
Vid kommunreformen 1862 övergick socknens ansvar för de kyrkliga frågorna till Harbo församling och för de borgerliga frågorna till Harbo landskommun. Landskommunens inkorporerades 1952 i Östervåla landskommun som 1971 uppgick i Heby kommun som 2007 överfördes från Västmanlands län till Uppsala län.
1 januari 2016 inrättades distriktet Harbo, med samma omfattning som församlingen hade 1999/2000.  
Socknen har tillhört län, fögderier, tingslag och domsagor enligt vad som beskrivs i artikeln Våla härad.  De indelta soldaterna av infanteriet i delen tillhörig Våla härad tillhörde Västmanlands regemente, Salbergs kompani. Soldaterna i Nolmyradelen av socknen tillhörde dock Upplands regemente. De indelta ryttarna tillhörde Livregementet till häst, senare Livregementets dragonkår.

## Geografi
Harbo socken ligger sydväst om Tämnaren kring Vretaån/Harboån. Socknen är en slättbygd med odlingsbygd utmed och är i övrigt en mossrik skogsbygd.
På en udde i Tämnaren ligger Harbonäs gård. Där fanns förr bland annat ett marmorbrott, där en skär och brun harbonäsmarmor bröts under år vid förra sekelskiftet. I socknens södra del, på gränsen mot Vittinge socken och Järlåsa socken ligger Järpenstorp, som tillhör Harbo hembygdsförening. Själva hembygdsgården ligger i Harbo.
Harbo har även en by som delas av sockengräns. Gränsen mellan Harbo och Östervåla socken delade byn Norrsälja i två delar.

## Historia

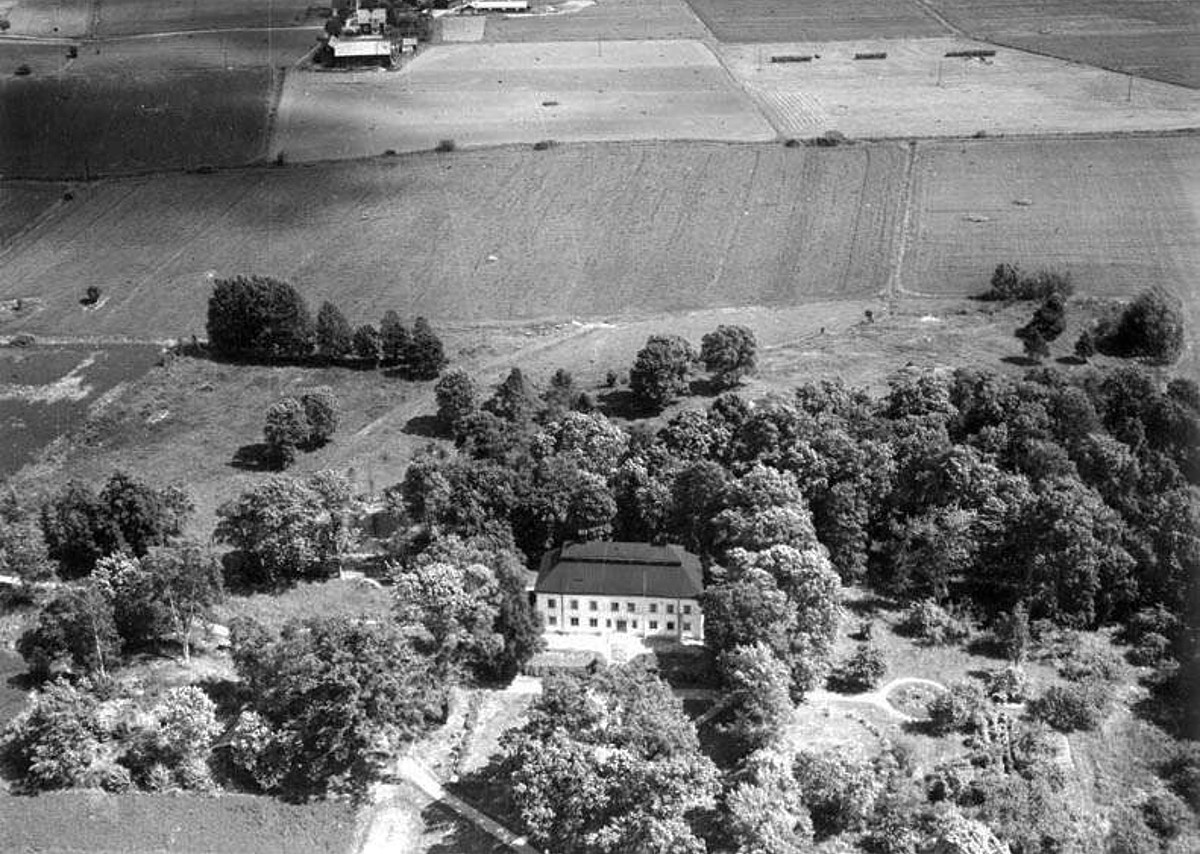
Viby säteri 1952.

Socknens högst belägna delar ligger runt 100 meter över havet. Dessa spetsar borde ha visat sig som ytterskärgårdsöar redan omkring redan under mesolitikum. Tämnaren skiljdes från Östersjön omkring 2.500 f. Kr. Socknen saknar dock riktigt bra lägen för mer långvariga boplatser under den tiden. Platserna ligger också långt från åkermark på allmänningsskogen och är mycket svårupptäckta. Från senmesolitikum finns fynd som förmodligen är lämningar i grannsocknen, Huddunge socken, längs med Huddungeåns dalgång, som då var en havsvik.
I Harbo har troligen inga mer långvariga boplatser kommit till förrän under tidig neolitikum. Ett fynd av en mångkantsyxa med ett inte färdigborrat hål i närheten av torpet Björksta visar att en boplats troligen fanns här under trattbägartid. I samband med Utgrävningar av en järnåldersgård i Smedsbo hittade gropkeramisk keramik, längsmed vad som då var den forntida strandkanten. En skifferkniv (L-format föremål) från Ekelunda ägor visar att flera boplatslägen troligen har funnits här i Harbo under mellanneolitikum.
Mer sentida stenålderslämningar finns också Nybro på väg mot Nolmyra. Här finns fynd av flera nätsänken, delar till enkla skafthålsyxor m.m.
Harbo har annars dåligt med lämningar från såväl senneolitikum, bronsåldern som den förromerska järnåldern. Troligen har området i första hand varit bosatt av en jägar/samlarbefolkning. Enstaka rösen som skulle kunna härröra från bronsåldern/äldre järnålder finns, men ingen av dessa har hittills undersökts, och många är osäkra som fornlämningar. Söder om Stalbosjön har vid markberedning påträffats järnframställningsugnar, där kolet i lämningarna C-14-daterats, och de har gett en datering till 2264 BP okalibrerat (ca 375 f. Kr.). Det är därmed en av Upplands och över huvud taget en av Sveriges äldsta daterade järnframställningsplatser. Inga boplatslämningar av samma ålder har hittats i socknen, och man misstänker att personer bosatta längre söderöver har vistats här för en säsongsvis utvinning av myrmalm ur Stalbosjön. Slagg och rester av enkla myrmalmsugnar finns annars på flera platser i socknen, men de flesta är troligen betydligt yngre.
Annars verkar den äldsta mer permanenta bosättningen i Harbo ske vid Harbonäs, där de äldsta gravarna på gravfältet verkar härröra från omkring Kristi födelse eller åren kort efter, i åkern intill gravfältet finns också vad som förmodligen är boplatslämningar. Delar av en stockbåt funnen vid Harbonäs som idag finns på Harbo hembygdsgård härrör från ungefär samma tid. Under Vendeltid/Vikingatid verkar en rad av byarna i centrala delarna av socknen ha kommit till. Harbo har fler järnåldergravfält än de övriga socknarna i Våla härad, och verkar ha koloniserats först. I Södra delen av socknarna verkar byarna a tillkommit först under tidig medeltid. Vid Hässelby finns en runsten av runristaren Öpir, U 1177.
Byarna Hässelby och Vida som tidigare varit frälsegårdar under Harbonäs såldes i början av 1800-talet av och lades under storgårdsdrift med anställda statare istället. Dessa gårdar kan dock inte räknas som några riktiga herrgårdar eller säterier.

## Namnet
Namnet (1312 Harir) innehåller plural av har, 'stening mark, stenröse' syftande på den steniga marken mellan kyrkan och byn Viby. På 1500-talet tillkom efterleden bo som är en inbyggarbeteckning.